# 成新实业有限公司
成新实业有限公司，是中华人民共和国江西省南昌市新建区下辖的一个类似乡级单位。

## 行政区划
下辖以下地区：
中心小区社区、北湖小区社区和南湖小区社区。